# کای لی ری
کای لی ری (انگلیسی: Kay Lee Ray؛ زادهٔ ۱۱ اوت ۱۹۹۲) کشتی‌گیر کشتی حرفه‌ای اهل بریتانیا است.